# Łada 2105
WAZ (Łada) 2105 (ros. ВАЗ-2105) – samochód osobowy o nadwoziu sedan produkowany w latach 1980-2010 przez radzieckie, następnie rosyjskie zakłady AwtoWAZ. Na rynku radzieckim nosił markę Żyguli 1300 (Жигули), za granicą i później w Rosji: Lada 2105 lub Lada 1300 (pol. Łada),  na rynkach zachodnich także Lada Riva i Lada Nova.

## Historia i opis modelu
Samochód stanowił modernizację modelu WAZ 2101, będącego licencyjną wersją samochodu Fiat 124, produkowanego w ZSRR od 1970 roku, a sprzedawanego za granicą pod marką Lada (pol. Łada). W 1974 roku podjęto prace nad kompleksową modernizacją podstawowego modelu Łady, aby zwiększyć jego szanse na rynkach eksportowych. Zmiany zewnętrzne ograniczały się do przestylizowania pasa przedniego, tylnego i detali nadwozia, bez zmian samej konstrukcji i geometrii nadwozia, w celu produkcji na już istniejących liniach produkcyjnych. W tych ramach unowocześniono radykalnie wygląd pasa przedniego, zastępując pojedyncze okrągłe reflektory i chromowaną atrapę przez czarną prostokątną atrapę i duże prostokątne reflektory, obejmujące kloszami także kierunkowskazy i światła pozycyjne (po raz pierwszy w ZSRR). Opcjonalnie mogły być stosowane wycieraczki reflektorów. Z tyłu pojawiły się duże lampy zespolone. Także ostrzejsze krawędzie i nowa forma przetłoczeń na panelach nadwozia nadawały samochodowi nowocześniejszy wygląd. Autorem nowej stylizacji był Władimir Stiepanow. Całkowicie nowe było również wnętrze samochodu. Zwiększono ponadto nieco bezpieczeństwo pasywne, dodając m.in. wzmocnienia w drzwiach przeciw uderzeniom bocznym.
Zmianom zewnętrznym towarzyszyły niewielkie zmiany mechaniczne. Podstawowy silnik – benzynowy 1,3 l (1294 cm³) WAZ-2105 o mocy 69 KM był zmodernizowanym silnikiem WAZ-2101, wyposażonym m.in. w nowy gaźnik Ozon w celu spełniania europejskich norm toksyczności spalin i zwiększenia ekonomiczności. Łańcuch rozrządu zastąpiono w nim paskiem rozrządu (pierwszy raz w ZSRR). Zmieniono przełożenia skrzyni biegów, a część samochodów otrzymywała nowy reduktor tylnego mostu, pozwalający na cichszą pracę. Wprowadzono ulepszenia do układu kierowniczego, pozwalające na lżejsze kierowanie, a także do układu hamulcowego (wspomaganie próżniowe i automatyczna regulacja hamulców bębnowych). Wprowadzono ponadto nowe radialne opony (o oznaczeniu MI-166). Produkowano także w późniejszym okresie wersje z innymi silnikami z gamy WAZ. Odmianą kombi, produkowaną od 1984 roku, był WAZ 2104, a częściowo zunifikowaną odmianą bardziej luksusową – WAZ 2107.
W grudniu 1977 skompletowano prototypy nowego samochodu, a w sierpniu 1979 uzyskał on międzynarodową homologację we Francji. Produkcję seryjną rozpoczęto od stycznia 1980. Samochód cieszył się popularnością na rynku wewnętrznym ZSRR, jako podstawowy model Żyguli, następca WAZ-2101, aczkolwiek produkcja starego modelu trwała jeszcze równolegle kilka lat. Od grudnia 1981 były one też eksportowane. Na rynek rosyjski samochód był oznaczany początkowo WAZ-2105 Żyguli 1300, a na eksport Lada 2105 lub z liczbą 1300 oznaczającą pojemność silnika. Na rynkach zachodnich stosowano też inne nazwy własne (Lada Riva, Lada Nova). Potocznie w ZSRR nazywany był: „piatiorka” (piątka). Także po upadku ZSRR i wprowadzeniu gospodarki wolnorynkowej samochód cieszył się w krajach poradzieckich dużym popytem z uwagi na praktyczność i niską cenę, mimo przestarzałej konstrukcji i ubogiego wyposażenia (w 2011 był najtańszym samochodem na rynku rosyjskim - cena 178 000 rubli). Wprowadzono w tym okresie kilka odmian, różniących się silnikami i podzespołami. 30 grudnia 2010 roku ostatecznie zaprzestano produkcji w zakładach AwtoWAZ. Łącznie powstało ich ponad 2 miliony. Planowano przenieść produkcję modelu do zakładów IżAwto w Iżewsku, lecz ostatecznie podjęto tam produkcję modeli Łada 2107 i kombi Łada 2104.

## Odmiany modelu 2105

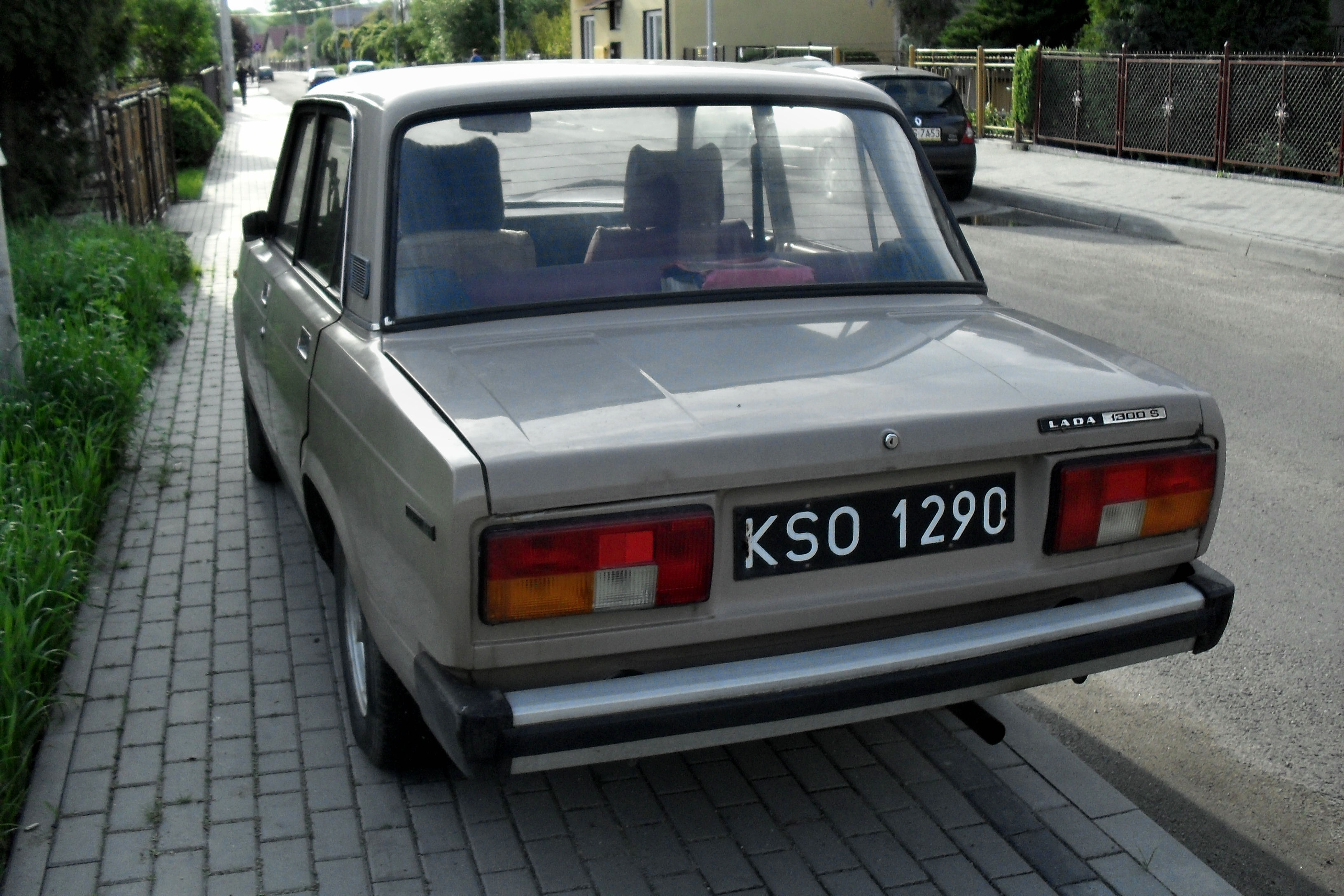
Łada 2105 od tyłu (oznaczenie: Lada 1300 S)

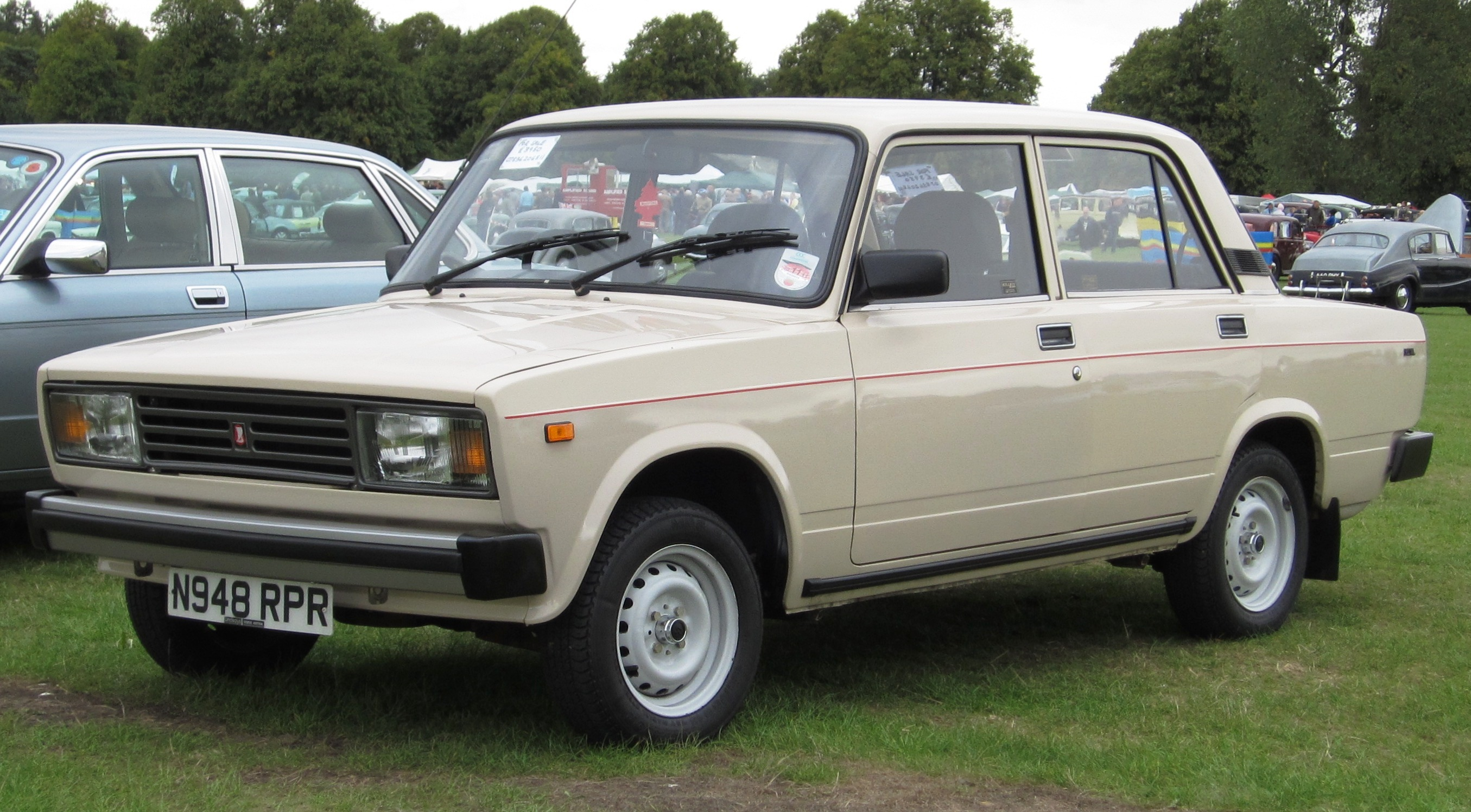
Wersja eksportowa dla ruchu lewostronnego, ze zmienioną atrapą

- 2105 - silnik benzynowy 1,3 l WAZ-2104 (1294 cm³, 69 KM), 4-stopniowa skrzynia biegów
- 21051 - silnik benzynowy 1,2 l WAZ-2101 (1198 cm³, 58,7 KM), 4-stopniowa skrzynia biegów
- 21053 - silnik benzynowy 1,5 l WAZ-2103 (1452 cm³, 71,4 KM), 4 lub 5-stopniowa skrzynia biegów
- 21053-20 - silnik benzynowy 1,5 l (1452 cm³) z wtryskiem
- 21054 - silnik benzynowy WAZ-2106 1,6 l (1568 cm³, 80 KM)
- 21054-30 - silnik benzynowy 1,6 l WAZ-21067 z wtryskiem (2007-2010)
- 21055 - silnik Diesla 1,5 l BAZ (BTM)-341 (1524 cm³, 50,3 KM) (małoseryjny, 2003-2005)
- 21056 - eksportowa wersja WAZ-2105 dla ruchu lewostronnego
- 21057 - eksportowa wersja WAZ-21053 z silnikiem z wtryskiem, dla ruchu lewostronnego (1992-1997)
- 21058 - eksportowa wersja WAZ-21051 z silnikiem z wtryskiem, dla ruchu lewostronnego (1982-1994)
- 21059 - silnik benzynowy Wankla 1,3 l WAZ-4132 (140 KM) - małoseryjna wersja dla służb specjalnych

Główne źródło:

## Dane techniczne
- Nadwozie: samonośne, stalowe, 4-drzwiowe, 5-miejscowe
- Długość/szerokość/wysokość: 4130 / 1620 / 1446 mm
- Rozstaw osi: 2424 mm
- Rozstaw kół przód/tył: 1365 / 1321 mm
- Szerokość kanapy tylnej: 1385 mm
- Masa własna: 995 kg
- Masa całkowita: 1395 kg
- Prześwit min.: 157 mm

- Silnik: WAZ-2105 - gaźnikowy, 4-suwowy, 4-cylindrowy rzędowy, górnozaworowy OHC, chłodzony cieczą, umieszczony podłużnie z przodu, napędzający koła tylne
- Pojemność skokowa: 1294 cm³
- Średnica cylindra x skok tłoka: 79 x 66 mm
- Moc maksymalna: 69 KM przy 5600 obr./min
- Maksymalny moment obrotowy: 9,6 kgf · m przy 3400 tys. obr./min[4]
- Stopień sprężania: 8,5
- Gaźnik: 2105
- Skrzynia przekładniowa mechaniczna 4-biegowa, biegi do przodu zsynchronizowane, z dźwignią w podłodze
- Przekładnia główna: hipoidalna, 4,3:1

- Zawieszenie przednie: niezależne - poprzeczne wahacze resorowane sprężynami śrubowymi, stabilizator poprzeczny, hydrauliczne amortyzatory teleskopowe
- Zawieszenie tylne: zależne - oś sztywna, sprężyny śrubowe, drążki reakcyjne, hydrauliczne amortyzatory teleskopowe
- Hamulce: hydrauliczne, przedni tarczowy, tylny bębnowy, ze wspomaganiem; hamulec ręczny mechaniczny na koła tylne
- Ogumienie o wymiarach 175/70 SR13 lub 165 SR13

- Prędkość maksymalna: 145 km/h
- Zużycie paliwa: 7,8 l/100 km przy V=90 km/h
- Przyspieszenie 0-100 km/h: 18 s

Główne źródło: